# Lucía Sombra
Lucía Sombra fue una telenovela mexicana producida por David Antón para Telesistema Mexicano (hoy Televisa) en 1971. Fue protagonizada por Ofelia Medina y Raúl Ramírez, antagonizada por Susana Alexander, Alicia Palacios, Luis Miranda y Wally Barrón, con las actuaciones estelares de Carlos Cámara, Rosenda Monteros y Andrea Palma, entre otros.

## Sinopsis
En una gran casa vive la acomodada familia Guerrero, compuesta por Don Esteban, Doña Florencia y la hija de ambos, la adolescente Matilde. Ésta, sin estar casada, queda embarazada y sus padres para ocultar el escándalo y la vergüenza, se la llevan a Estación Guerrero, un pueblo perdido para que allí tenga a su bebé. Pero en cuanto nace, Doña Florencia le dice a su hija que su bebé ha muerto, lo que le provoca un ataque de llanto y la lleva a la locura, llegando hasta salir a pasear todos los días al campo para excavar y encontrar la tumba de su hija.
Pero en realidad la bebé no murió, sino que Doña Florencia la abandonó en la puerta de la casa del pastor evangélico Emilio Calvert. El pastor y su esposa Sara acogen y cuidan con cariño a la niña, que es ciega, como si fuera su propia hija y la llaman Lucía Sombra. Emilio y Sara ya tienen un hijo, Román quien también acoge a Lucía como su hermana, pero no se puede decir lo mismo de Erika, la hermana de Sara, que siente una profunda envidia con la llegada de Lucía.
Pasa el tiempo, y Lucía Sombra se ha convertido en una bella jovencita querida por sus padres y por todo el pueblo. Ella tiene muchos pretendientes en el pueblo: Aarón Siavinsky, un pastor judío amigo de Emilio; Alejo Suárez y su hijo Ignacio, malintencionados; y hasta su hermano de crianza, Román. Pero Lucía todavía no tiene intenciones de casarse, y en vez de eso, como su pasatiempo favorito, le gusta ir a pasear por el campo. Sin embargo, un día se pierde y va a parar a la casa de los Guerrero, donde explica que ella es ciega y se ha perdido. También cuenta que ella es la hija adoptiva del Pastor Calvert y que fue abandonada a la puerta de su casa siendo una recién nacida. Aquí Doña Florencia se da cuenta de que Lucía Sombra es su nieta, pero calla la verdad. Matilde, que ya ha salido del hospital donde estaba internada y ha vuelto a casa, se enamora de su primo, el doctor Pablo Orazábal Guerrero, pero éste se enamora de Lucía, por lo que Matilde le toma un odio terrible a la cieguita.
Sucederán muchos acontecimientos en la vida de Lucía Sombra, como una operación, una violación, un embarazo, un accidente y la aparición de nuevos personajes para que Lucía al fin descubra la verdad sobre su origen y de paso encuentre el amor.

## Elenco
- Ofelia Medina - Lucía Sombra Calvert
- Raúl Ramírez - Pastor Emilio Calvert
- Rosenda Monteros - Matilde Guerrero
- Beatriz Sheridan - Sara Calvert
- Alicia Palacios - Doña Florencia Guerrero
- Carlos Cámara - Dr. Pablo Orazábal Guerrero
- Susana Alexander - Erika
- Miguel Suárez - Don Esteban Guerrero
- Enrique Novi - Román Calvert
- Andrea Palma - Doña Natividad
- Sergio Klainer - Aarón Siavinsky
- Ricardo Cortés - Rodrigo Rimac
- Víctor Alcocer - Padre Cristóbal
- Luis Miranda - Ignacio Suárez
- Wally Barrón - Alejo Suárez
- Pilar Sen - Helena Suárez
- Raúl "Chato" Padilla - Comisario Vidal
- Héctor Cruz - Dr. Ricardo Ledesma
- Octavio Galindo - Octavio Ravel
- Eric del Castillo - Santiago Rangel
- Silvia Mariscal - Teresa
- Luis Aragón - Sr. Ravel
- Aurora Clavel - Sra. Ravel
- Jorge del Campo - Ministro Pierre Duwa
- Malena Doria - Deborah Duwa
- Enrique del Castillo - Dr. Islas
- Mauricio Ferrari - Sr. Rimac
- Alberto Inzúa - Dueño de la mina
- Margie Bermejo - Srta. Rangel
- Fernando Borges - Sr. Rangel
- Ada Carrasco - Campesina
- Gerardo del Castillo - Campesino
- Norma Jiménez Pons - Esposa de Rodrigo
- Edith González - Erika (niña)
- Fernando Castro
- Marcela Davilland
- Ricardo Austi